# Final Fantasy XIV
Final Fantasy XIV (jap. ファイナルファンタジーXIV Fainaru Fantajī Fōtīn) – gra komputerowa z gatunku MMORPG stworzona przez firmę Square Enix jako kolejna część serii Final Fantasy na platformę Windows. Gra została opublikowana w wersji na komputery osobiste równocześnie w Japonii, Stanach Zjednoczonych oraz Europie w 2010 roku, natomiast wersja na konsolę PlayStation 3 została anulowana, ze względu na negatywny odbiór i błędy. Jej akcja rozgrywa się na kontynencie Eorzea w Świecie Hydaelyn. Największymi miastami kontynentu są Limsa-Lominsa (miasto portowe i pirackie), Ul'dah (pustynne miasto) i Gridania (miasto w lesie).